# Augustus Hervey, 3:e earl av Bristol

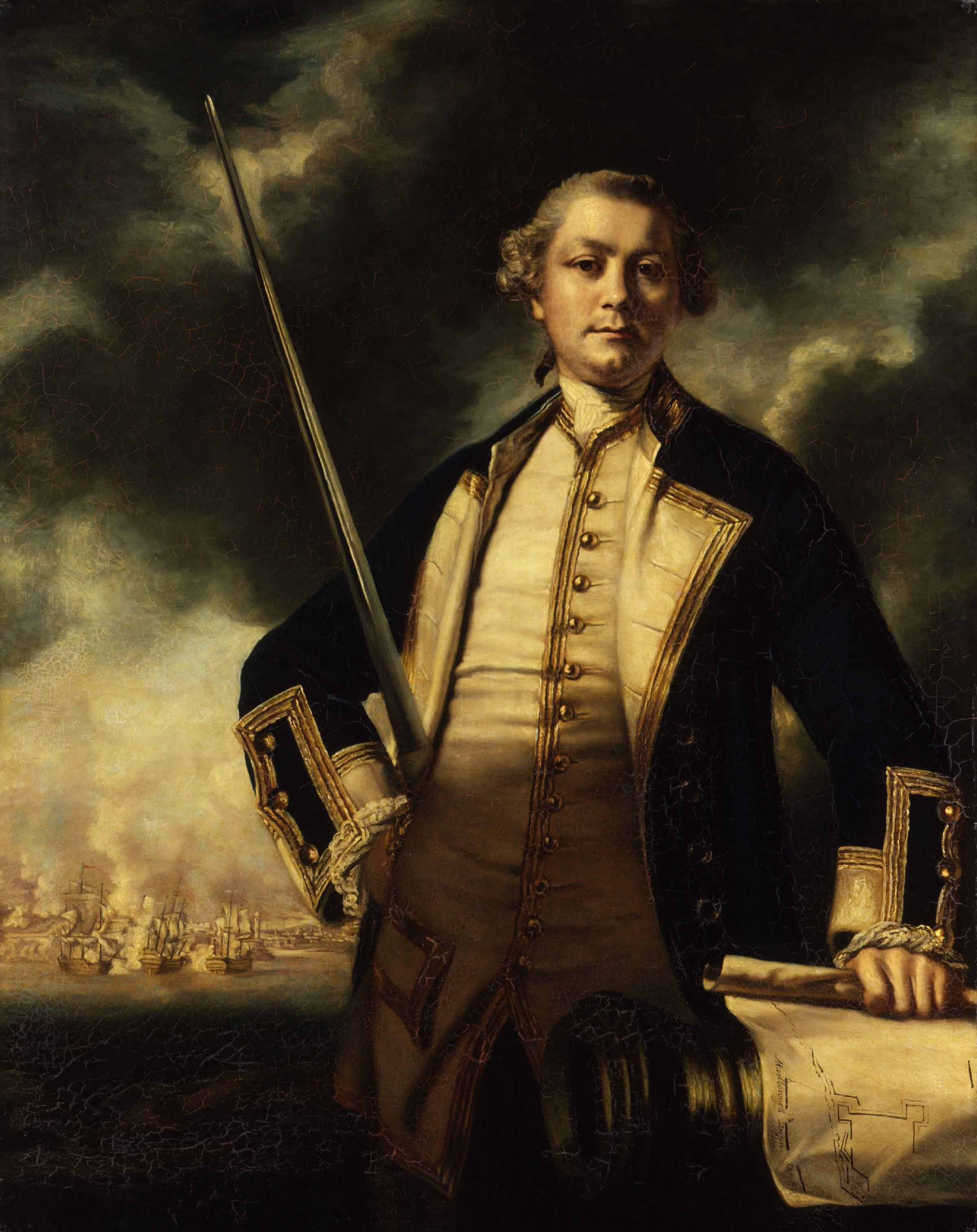
Augustus John Hervey, 3:e earl av Bristol, porträtt av sir Joshua Reynolds.

Augustus John Hervey, 3:e earl av Bristol, född den 19 maj 1724 i Derbyshire, död den 23 december 1779, var en brittisk adelsman och sjöofficer. Han var andre son till John Hervey, 2:e baron Hervey, yngre bror till George Hervey, 2:e earl av Bristol och äldre bror till Frederick Hervey, 4:e earl av Bristol.
Hervey avancerade till viceamiral och hade en väsentlig andel i intagandet av Havanna 1762. Han var förste sjölord 1771–1775. Hervey gifte sig 1744 med Elizabeth Chudleigh (1720–1788) men de skilde sig 1769, efter ett barnlöst äktenskap. Han blev känd som "den engelska Casanova ", med mängder av älskarinnor.